# Nuon (inslagkrater)
Nuon is een inslagkrater op de planeet Venus. Nuon werd in 1997 genoemd naar Nuon, een Khmer meisjesnaam.
De krater heeft een diameter van 6,5 kilometer en bevindt zich in het quadrangle Snegurochka Planitia (V-1).